# Elgin (Manitoba)
Pour les articles homonymes, voir Elgin.
Elgin est une communauté du Manitoba située au sud-ouest de la province dans la municipalité rurale de Whitewater.
Le Elgin and District Historical Museum, représente l'attraction principal d'Elgin et exposant l'histoire d'Elgin et de la municipalité rurale de Whitewater.

## Personnalité d'Elgin
- James O. Argue, député provincial

## Référence
- (en) Cet article est partiellement ou en totalité issu de l’article de Wikipédia en anglais intitulé « Elgin, Manitoba » (voir la liste des auteurs).